# Auguste de Villèle
 (mai 2019).
Si vous disposez d'ouvrages ou d'articles de référence ou si vous connaissez des sites web de qualité traitant du thème abordé ici, merci de compléter l'article en donnant les références utiles à sa vérifiabilité et en les liant à la section « Notes et références ».
Pour les autres membres de la famille, voir Famille Panon Desbassayns de Richemont.
Pour les articles homonymes, voir Villèle.
Auguste de Villèle est un poète, chimiste et agronome[réf. nécessaire] français né à Saint-Denis (La Réunion) en 1858 et décédé en 1943 à Paris.

## Histoire
Arrière-petit-fils de la richissime créole blanche Madame Desbassayns, il est également le petit-neveu de Joseph de Villèle, qui fut ministre. Il a lui-même été candidat malheureux à la députation en 1907.
Homme de sciences, passionné d'agronomie et de voyages, il s'intéresse à la poésie par goût pour le Parnasse et par amour pour son île. Il se place sous l'influence de José-Maria de Heredia, Léon Dierx mais aussi Pierre de Ronsard. Néanmoins, sa poésie souffre d'un manque d'originalité et d'inspiration. Son unique recueil, Rayons de miel, est composé de 47 poèmes, dont 38 sonnets, de valeur inégale, écrits entre 1876 et 1926 et regroupés par thèmes.

## Publications
- Rayons de miel